# Église Sainte-Ursule de Prague
Pour les articles homonymes, voir Église Sainte-Ursule.
L'église Sainte-Ursule de la Nouvelle Ville de Prague est un important édifice du Haut baroque. Située dans la Nouvelle Ville de Prague, elle appartient à l'ordre catholique romain de Sainte-Ursule. L'ensemble avec le monastère de Voršilek est protégé en tant que monument culturel de la République tchèque. L'Institut d'endocrinologie et le magasin spécialisé italien Aggeo sont également situés à la même adresse.

## Histoire
À l'emplacement des maisons bourgeoises, dont les fondations et les deux voûtes ont été conservées en sous-sol, a été fondée en 1699 et entre 1702 et 1704, une nouvelle église baroque à une seule nef, construite à côté de l'ancien monastère de Voršilek. Le projet a été créé par Marcantonio Canevalle en 1699, l'original daté du projet a survécu. La première pierre fut posée le 4 avril 1699, en présence de l'architecte, et la cérémonie fut répétée après l'installation du nouveau supérieur, le 24 septembre 1702, alors que l'édifice était presque terminé. L'église avec trois autels et sans décoration intérieure a été consacrée le 6 juillet 1704. Le 10 juillet 1718, Jan Kamenický consacra l'église entièrement meublée et décorée.

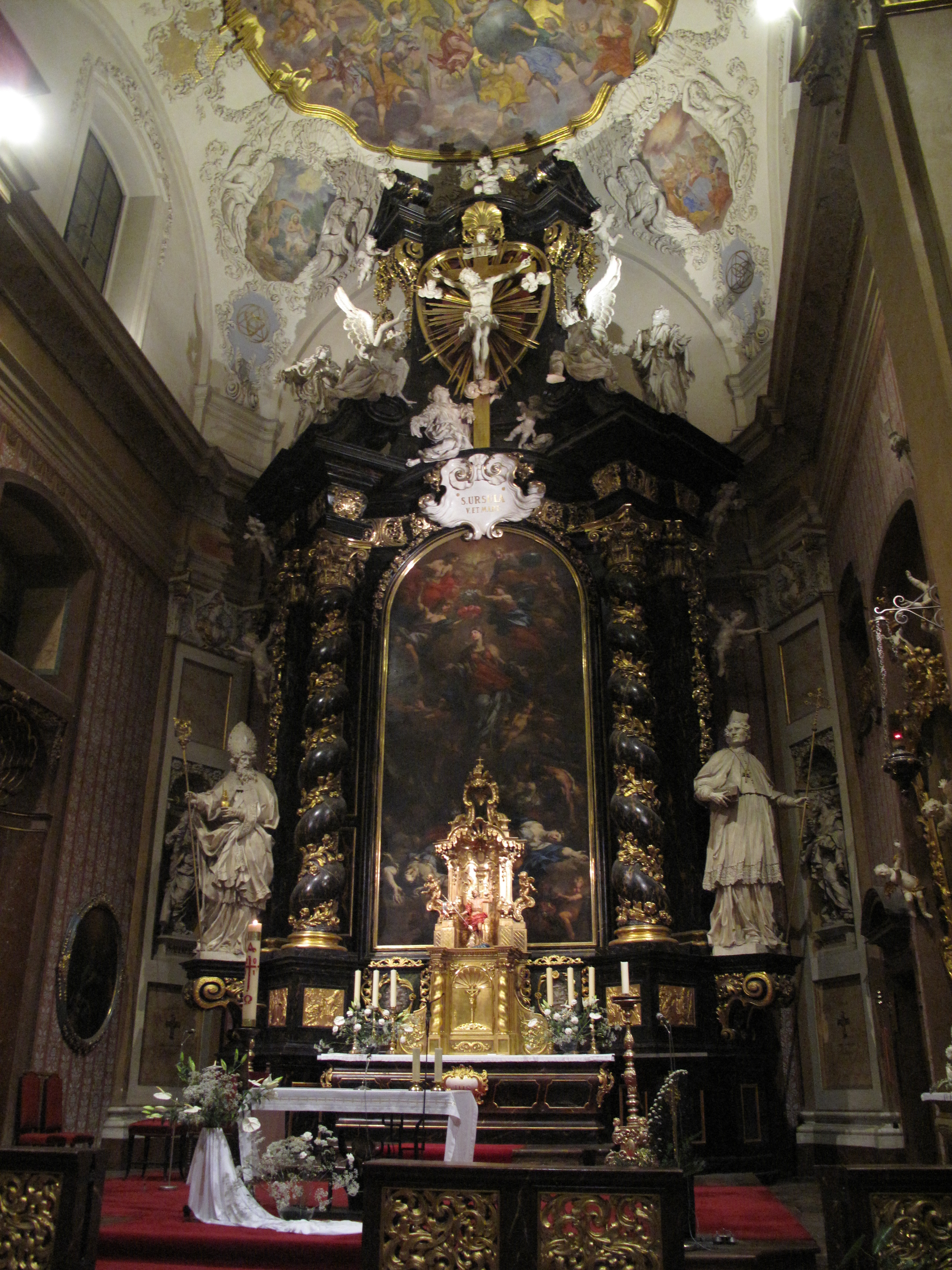
Le maître-autel de l'église.
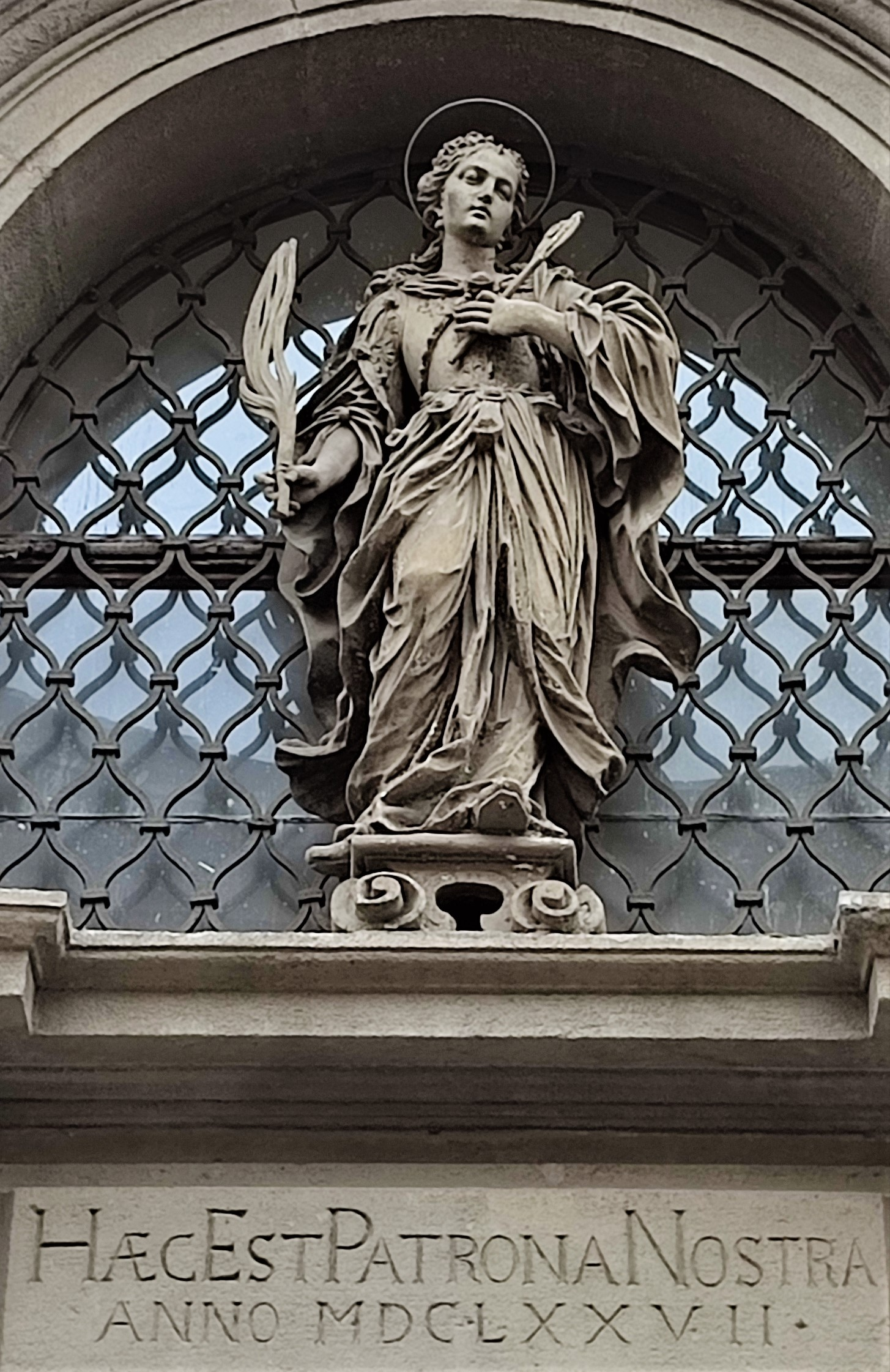
Statue de sainte Ursule au-dessus de l'entrée de l'église et du monastère, 1677.
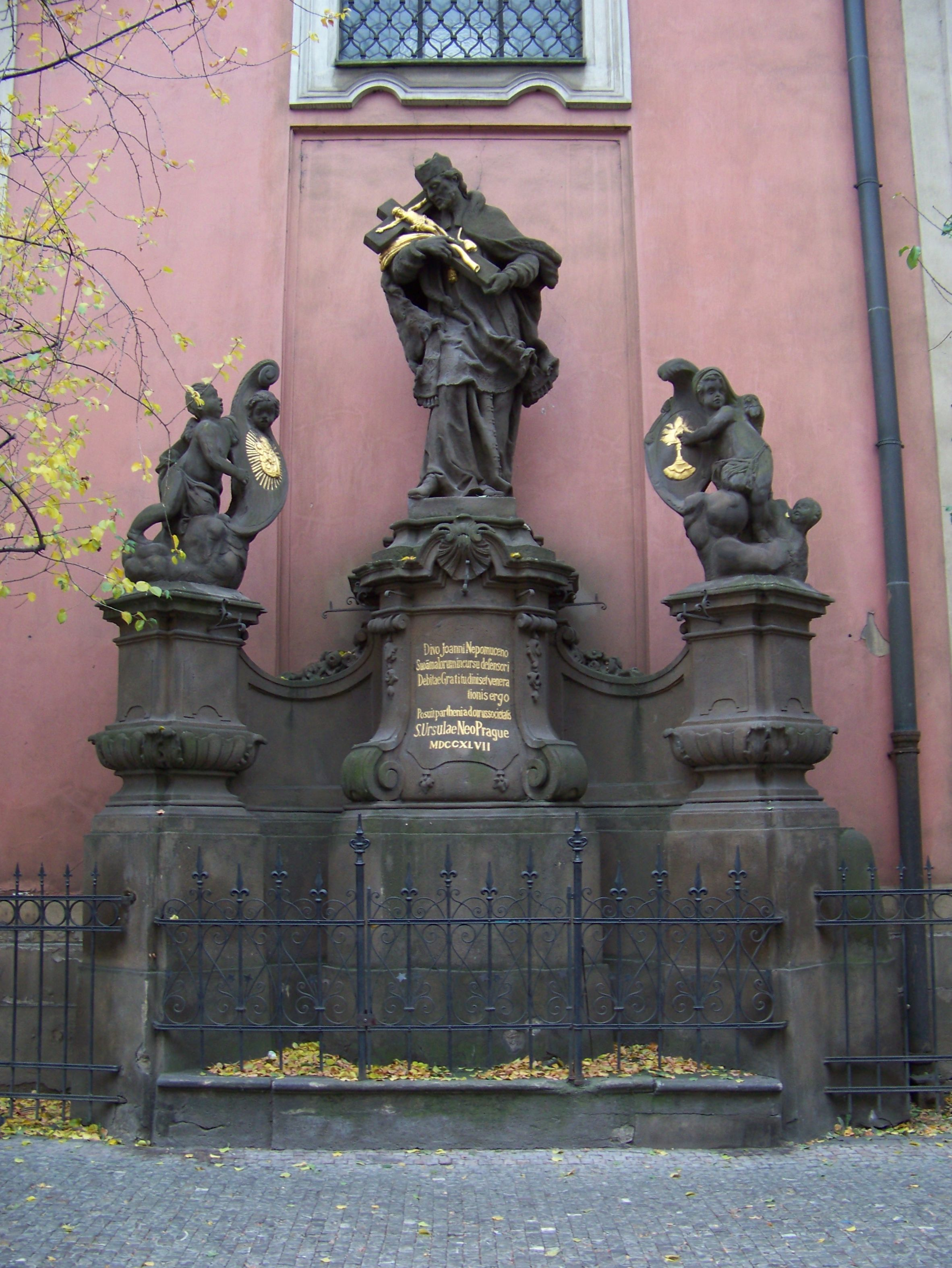
Statue de saint Jean Népomucène.
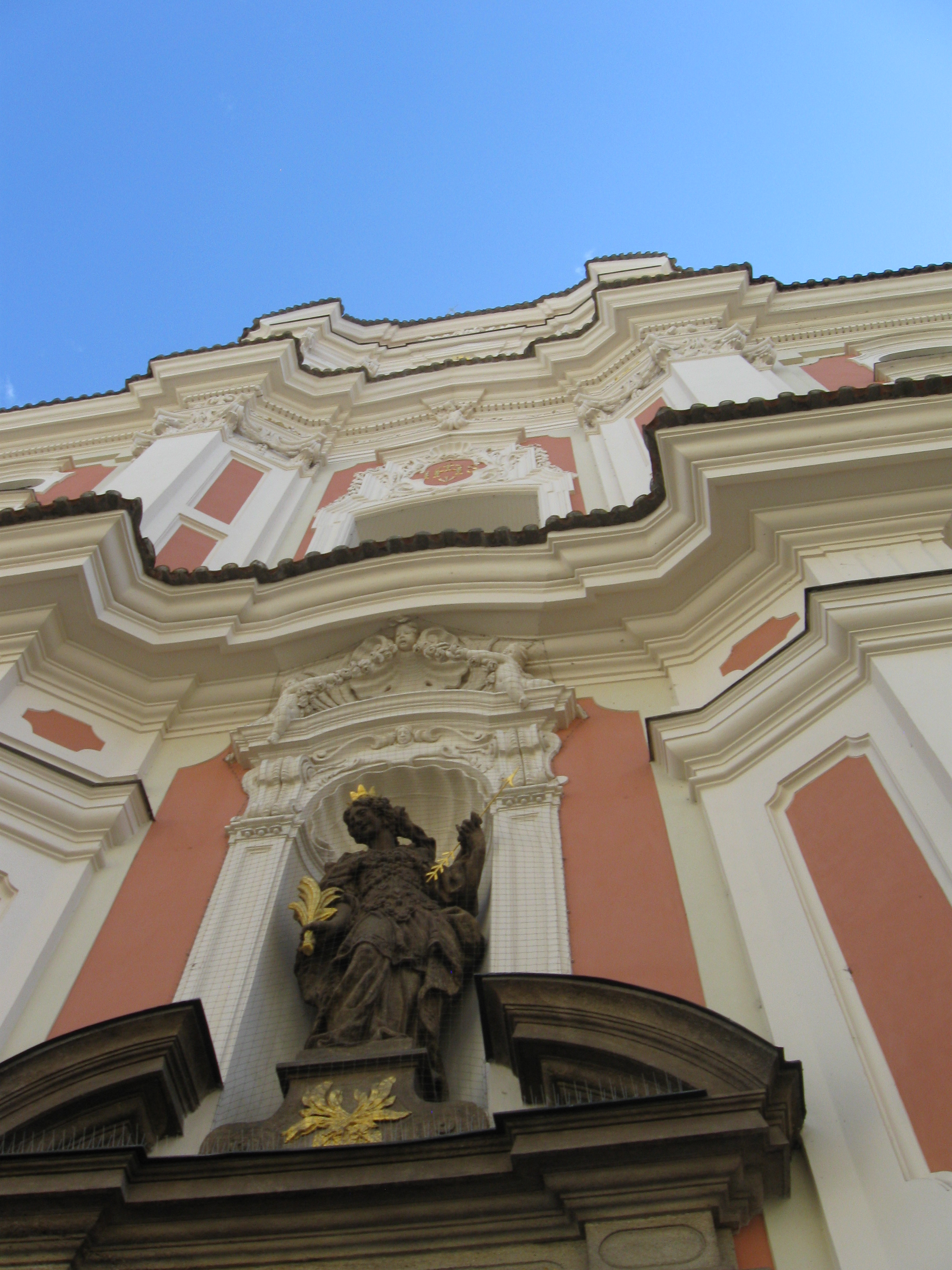
Statue de sainte Ursule au-dessus de l'entrée, 1701.

## Description
Devant l'église se dresse une sculpture en grès de saint Jean Népomucène avec deux petits anges sur les côtés. Elle est l'œuvre de Ignác František Platzer dans les années 1746-1747, devant à l'origine coiffer la fontaine, selon la conception architecturale de Kilian Ignác Dientzenhofer. La fontaine a cependant dû céder la place à la circulation de la rue à la fin du XIXe siècle.
Devant le bâtiment de la prélature se trouve une croix missionnaire, restaurée en 1982-1983.

## Littérature
- Růžena Baťková et collectif, Monuments artistiques de Prague 2 – Ville Nouvelle, Vyšehrad, Academia, Prague 2000,  (ISBN 80-200-0627-3), pages 169-170
- Oldrich J. Blazicek, Sculpture baroque en Bohême. SNKLHU Prague 1958, p. 106-108, 325-326.
- František Ekert, roi des lieux sacrés. hl. m. de Prague. Partie II., Prague 1884, p. 99-103.
- Ferdinand Josef Lehner, L'église Sainte Ursule et sa restauration, dans : Méthode vol. 9, no 10-11, 1883, pages 111-117.
- Pavel Preiss, Artistes italiens à Prague. Panorama Prague 1986, p. 339-341.